# 第3歯科大隊
第3歯科大隊（3rd Dental Battalion、だい3しかだいたい）はアメリカ海軍に属し、アメリカ海兵隊をサポートする日本の沖縄県に所在する部隊。9つの歯科診療所、約77人の歯科医師、4人の医療支援士官、181人の歯科技工士、26人の軍属が所属する。この部隊はキャンプ・フォスターには属さず、第3海兵兵站群及び第3海兵遠征軍に属する。

## 職務
歯の状態を良好にし、歯の健康を最適化することを通じて、作戦行動や人道支援を遂行することが使命。
戦闘を行うための部隊ではないが、年に数回は野戦を想定した訓練演習を行っている。

## 所属部隊
- 司令部及び事務部
- 第3歯科中隊
- 第11歯科中隊
- 第21歯科中隊
- アメリカ海軍歯科センター

## 歴史
第3歯科大隊ができる以前の1955年、第3歯科中隊と第11歯科中隊が作られた。両隊は1965年6月から1969年11月までベトナム共和国に駐屯し、大統領部隊褒章、国防従軍章、ベトナム戦争従軍記章、ベトナム十字部隊表彰などのアメリカ軍の勲章を得ている。
第3歯科大隊は1979年11月1日に沖縄の牧港補給地区（キャンプ・キンザー）に設立され、艦隊海兵軍の太平洋艦隊海兵軍の第3海兵兵站群に属することとなった。
1992年4月、第3歯科大隊の本部がキャンプ・キンザーからキャンプ・バトラーに移された。